# Autoestrada A5
Die Autoestrada A5 oder Auto-Estrada da Costa do Estoril ist eine Autobahn in Portugal. Die Autobahn beginnt in Lissabon und endet in Cascais.

## Geschichte
Sie war die erste Autobahn in Portugal und eine der ersten weltweit. Im Jahr der Eröffnung 1944 endete die Autobahn beim Estádio Nacional im Kreis Oeiras. Damals hatte sie den Status einer Nationalstraße und wurde als Nationalstraße 7 bezeichnet. 1959 wurde ein Teil der Straße beim Großen Preis von Portugal auf dem Circuito de Monsanto im Parque Florestal de Monsanto bei Lissabon verwendet.

## Größere Städte an der Autobahn
- Lissabon
- Estoril
- Cascais